# 궁징구

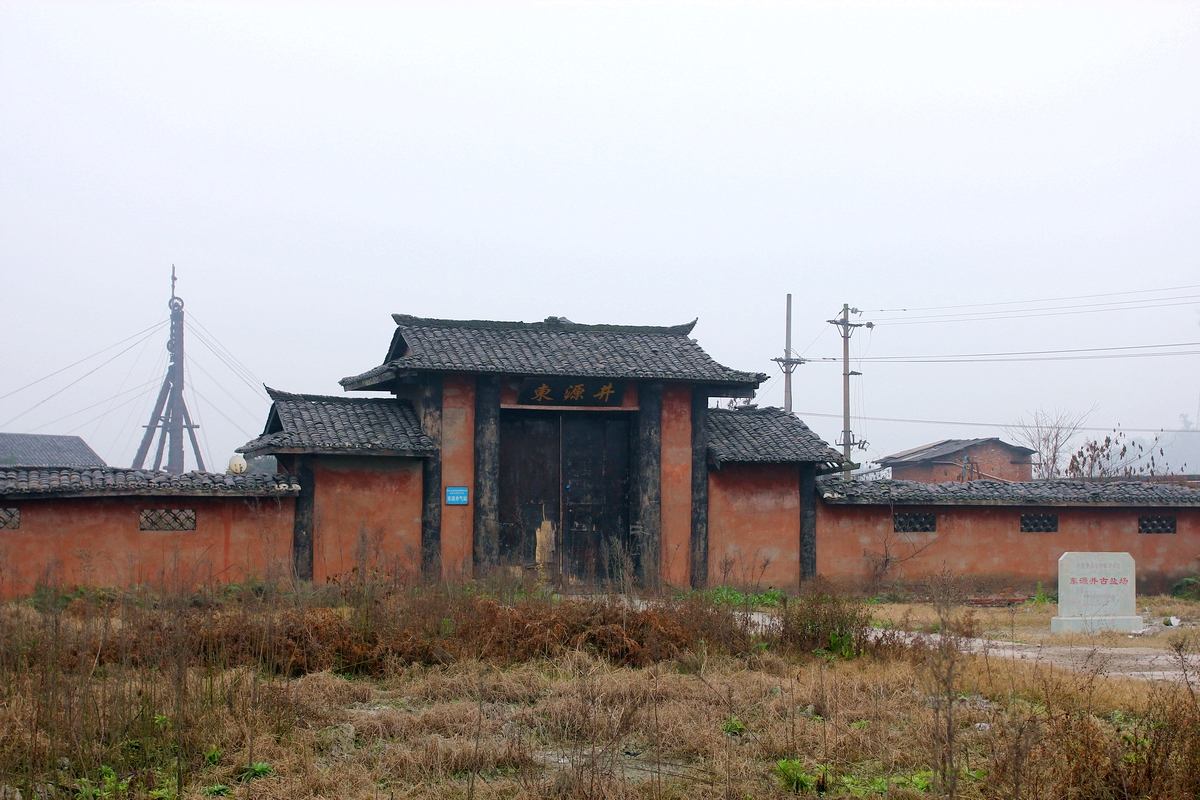

궁징구(한국어: 공정구, 중국어: 贡井区, 병음: Gòngjǐng Qū)는 중화인민공화국 쓰촨성 쯔궁 시의 현급 행정구역이다. 넓이는 408km2이고, 인구는 2007년 기준으로 290,000명이다.

## 기후
연평균 기온은 17.8°C이고 연평균 강수량은 1048.7mm이다.

## 행정 구역
2개 가도, 9개 진, 2개 향을 관할한다.
- 가도: 筱溪街街道, 贡井街街道.
- 진: 艾叶镇, 建设镇, 长土镇, 成佳镇, 白庙镇, 龙潭镇, 五宝镇, 桥头镇, 莲花镇.
- 향: 章佳乡, 牛尾乡.